# Maackia tashiroi
Maackia tashiroi là một loài thực vật có hoa trong họ Đậu. Loài này được (Yatabe) Makino miêu tả khoa học đầu tiên.